# Азалаїс де Поркайрагас
Азалаї́с де Поркайра́гас, Азалаїс де Поркайрагуес (окс. Azalaís de Porcairagues) — трубадурка, що писала  окситанською мовою у другій половині XII століття.

## Життєпис
Єдине джерело відомостей про Азалаїс — середньовічний життєпис. З нього випливає, що Азалаїс була знатна пані родом з місцевості побіля Монпельє (ймовірно, судячи з її імені, із селища Portiragnes, що знаходилося неподалік від Безьє та Монпельє). Невідомі дати її народження і смерті. Віда оповідає про те, що вона любила Гі Гюррежа (бл. 1135 — 1178), брата Гійома VII Монпельє, а пісні, які вона писала, були адресовані йому.
Існує версія, що під сеньялем Жонглер в деяких своїх творах Раймбаут Оранський звертається до Азалаіс.
Сьогодні відома лише одна пісня (музика не збереглася) авторства Азалаіс, причому в її рукописних копіях зустрічаються різночитання. У пісні йдеться про смерть Раймбаута Оранського.